# بکهو لودر

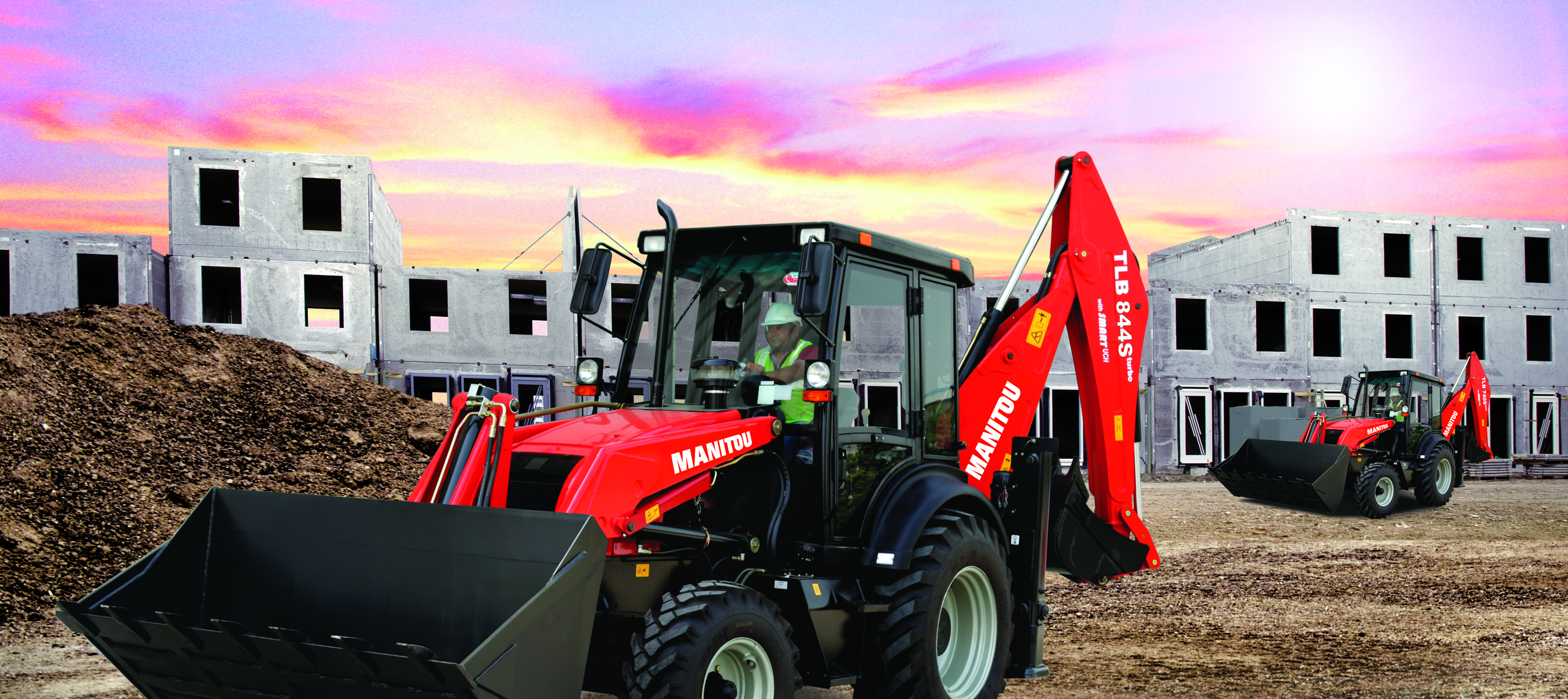
بکهولودر ساخت منیتو

بکهولودر، گونه‌ای تراکتور خودگردان است که در پشت خود یک بیل مکانیکی و در بخش جلو، بیل جلو دارد و برای کارهای سبک استفاده می‌شود. کلیهٔ مشخصات عمومی آن‌ها مانند لودرها و بیل‌های مکانیکی است. به‌دلیل دوکاره بودن این ماشین در بسیاری از پروژه‌های کوچک از این وسیله استفاده می‌شود. بیل جلو به نام (Loader) و بیل عقب به نام (BackHoe) است. این دستگاه در اندازه‌ها و مدل‌های کوچک و بزرگ مناسب برای کار در مزارع و کارهای عمرانی و ساختمانی طراحی شده‌است. نام بکهولودر ترکیبی از دو واژهٔ بکهو (BackHoe) و لودر (Loader) است.
برای افزایش کارایی و قابلیت این دستگاه از بیل جلوی چندمنظوره، دکل عقب تلسکوپی، آکسل جلو (4WD)، ساید شیفت کشویی، قفل دیفرانسیل، کابین مجهز به امکانات رفاهی داخلی برای راننده، جعبه دنده نوع Shuttle یا Power Shift و … استفاده می‌شود.

## مشخصات فنی
بکهولودرها عمدتاً بین ۷۵ تا ۱۵۰ اسب بخار قدرت دارند و دارای انواع دنده اتوماتیک و دستی است. پمپ هیدرولیک آن‌ها بر روی پولی سر میل‌لنگ موتور یا گیربکس متصل شده‌است و دارای شیر هیدرولیکی مکانیکی یا برقی هستند. سیستم هیدرولیکی آن از یک یا دو پمپ تشکیل شده‌است. در سیستم یک پمپ هیدرولیک، شدت جریان حدود ۱۶۰ لیتر بر دقیقه تولید می‌شود. این پمپ می‌تواند فشار معادل ۲۵۰ بار برای بیل بکهو و حدود ۲۲۰ بار برای لودر فراهم سازد. ظرفیت باکت بیل بکهو بین ۰٫۰۸ تا ۰٫۵ متر مکعب است و ظرفیت باکت لودر حدود ۱٫۱۵ متر مکعب است.
بکهولودرهای رایج در بازار معمولاً به چهار صورت بکهو ثابت، بکهو کشویی مکانیکی و بکهو کشویی هیدرولیکی و بکهولودر کمرشکن هستند. موتور بکهولودرها معمولاً ۴ سیلندر یا ۶ سیلندر، معمولی یا توربودار هستند.
در سال‌های اخیر برای راحتی اپراتور بکهولودر امکاناتی مانند دو دستهٔ (اهرم جویستیکی) مجزا برای کار با بیل عقب، نصب شیشه‌های بلندتر با میدان دید بیشتر اشاره کرد.
از لحاظ ایمنی، مجهز به کابین‌های استاندارد بین‌المللی با استاندارد ROPS و FOPS برای تضمین استحکام کابین هنگام چپ و واژگون شدن یا وارد شدن ضربه به بدنهٔ کابین هستند. 

## تولیدکنندگان
- گروه منیتو
- کاترپیلار
- کیس کرپوریشن
- اسکورتس
- فیات اتومبیلز
- شرکت فورد موتور
- هپکو
- هیتاچی
- هایدریما
- صنایع سنگین هیوندای
- جی‌سی‌بی
- کوماتسو
- گروه ماهیندرا
- نیو هلند کانستراکشن
- ولوو کانستراکشن اکوئیپمنت